# Salvia roemeriana
Salvia roemeriana là một loài thực vật có hoa trong họ Hoa môi. Loài này được Scheele miêu tả khoa học đầu tiên năm 1849.

## Hình ảnh

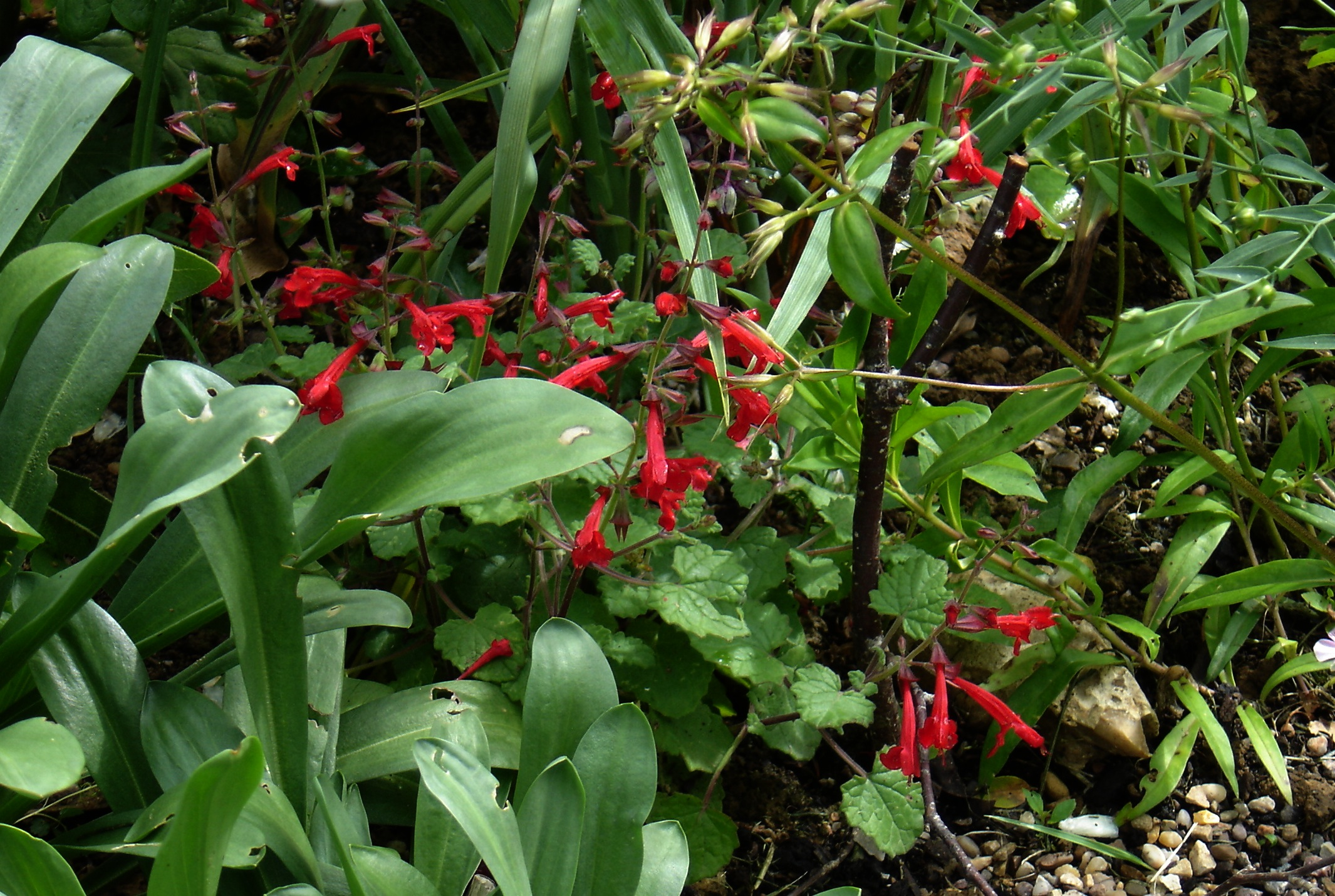